# 晉江龍山寺

##### 24°43′32″N118°27′41″E/24.72556°N 118.46139°E/24.72556; 118.46139

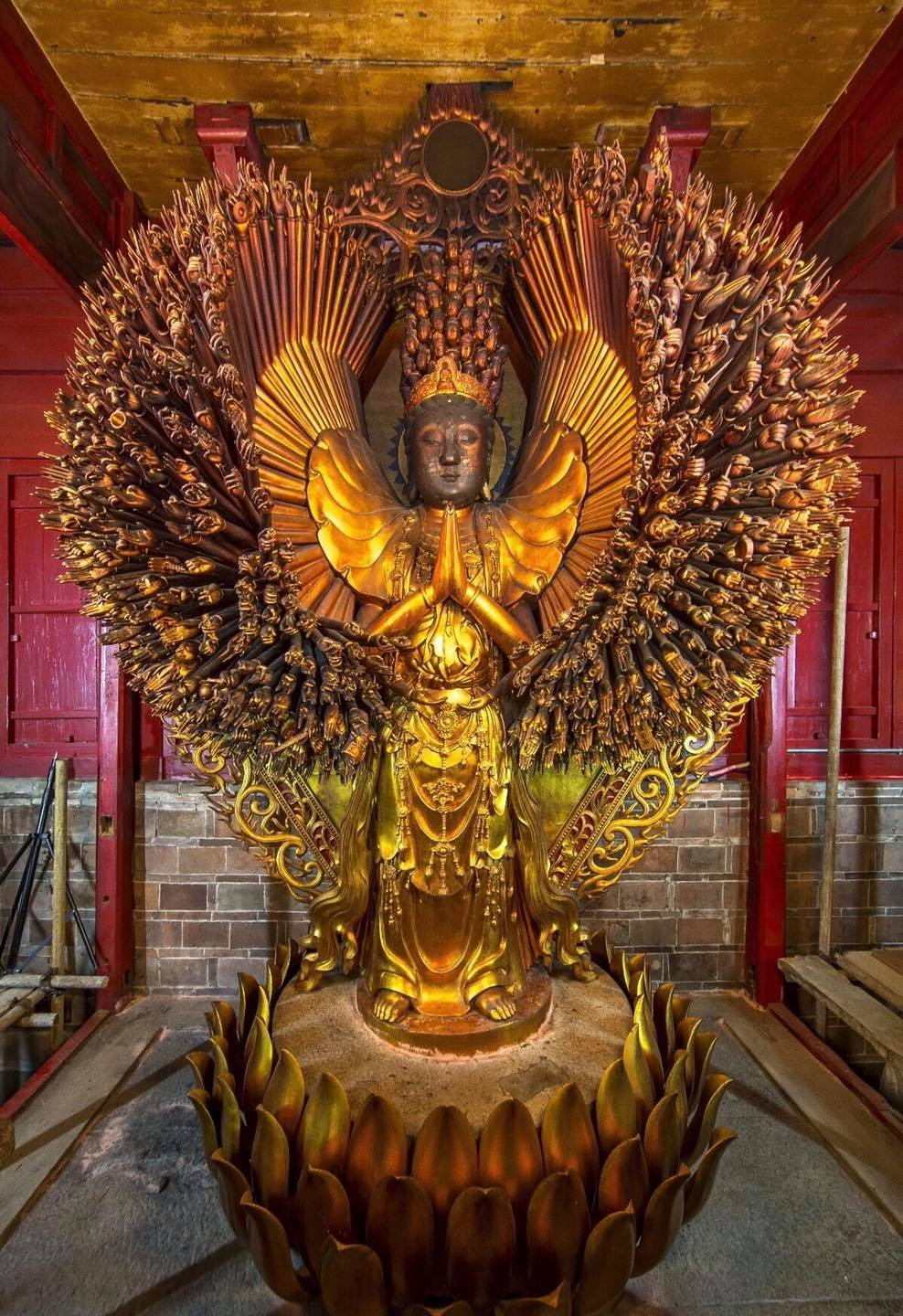
安海龍山寺千手千眼觀世音菩薩

晉江龍山寺，位於福建省泉州市晉江市安海鎮型厝村，又稱安海龍山寺，因安海古稱泉安，又稱泉安龍山寺，是一座著名的觀音寺，主奉觀音菩薩，目前屬於福建省文物保護單位，已有千年歷史。其中一幅“通身手眼”是为明朝书法家张瑞图所提，也有弘一法師等大師墨寶。清初因遷海令，致使寺廟破敗，建築群於康熙五十七年（1718年）靖海侯施琅、施琅之侄施韜等重修。道光十一年（1831年）再次將原寺拆除重建，並將木柱為石柱，易土牆為磚牆，山門左右壁青斗石雕，增建大雄寶殿、名官祿位及節孝祠，迄今約180年歷史。

## 簡介
東漢僧人（僧侶）一粒沙行經安海北，夜間臨渴欲飲而遍尋無水，念誦觀音菩薩佛號，懇求護持，終於尋得一井，但井中浮現一棵樟木，寬高數丈，發出祥光。一粒沙知道此為觀音菩薩顯靈，於是伐此木雕為千手觀音，又建立草庵供奉。此庵所在附近，為畬族祭拜「閩越王無諸」的「越王廟」。
唐高祖武德元年（隋朝越王侗皇泰元年，618年），善信募集銀錢，建造廟宇，當時信眾居士以曾有天竺高僧居此，故稱「天竺寺」。朱熹在此講學時，以觀音普現人間，故將大殿取名為「普現殿」，後因為地處安海镇龍山之麓，才改名為龍山寺。
因為此廟歷史悠久，香火鼎盛，成為泉州三邑的共通信仰，逐漸分靈之外地，故本廟又稱「龍山祖庭」。尤其臺灣一地，就分靈建有許多著名的龍山寺，如艋舺龍山寺、淡水龍山寺、林口龍山寺（今林口竹林寺）、鹿港龍山寺、臺南龍山寺、鳳山龍山寺等。不論是祖庭本寺或海外諸多分靈寺廟，在戰爭或瘟疫中都常傳出神蹟，也造就了各地龍山寺的香火鼎盛。

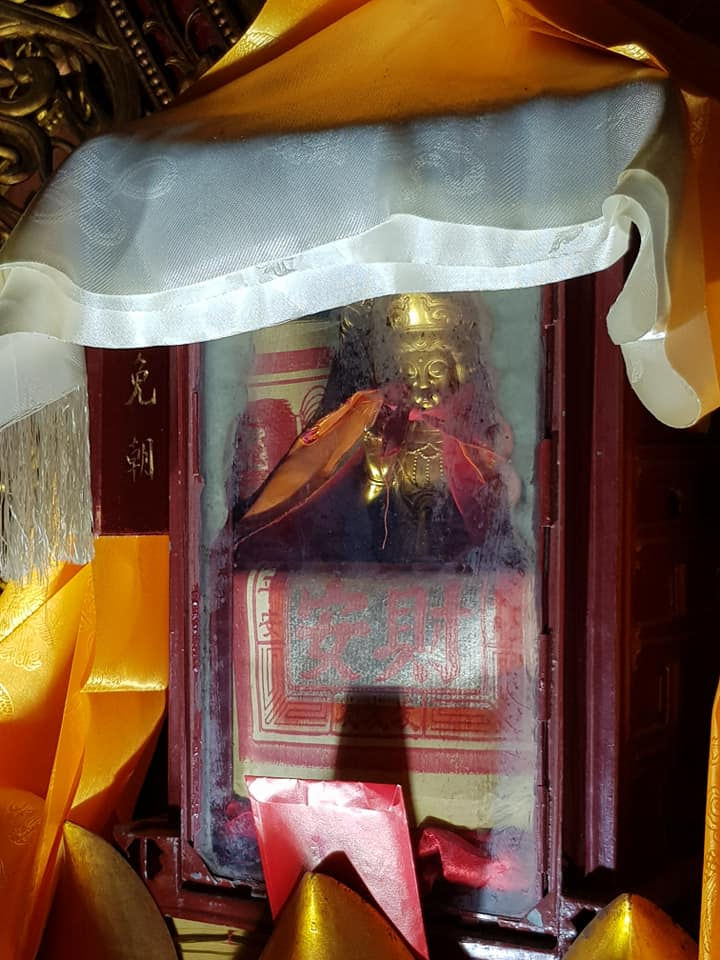
安海龍山寺正駕金身

## 各地海內外分靈
由於泉州為中國大陸僑鄉，許多移民至東南亞及臺灣之後，為求平安，都會回龍山寺分靈，或邀請龍山寺僧人一同前往，於僑居地興建新寺廟，據估計共分靈出4百多間大小寺廟，而許多仍以龍山寺為名，有些則改名為觀音寺、竹林寺或其他名稱，不論是晉江的本寺或海外諸多分靈寺廟，在戰亂中都常傳出神蹟，也造就了各地龍山寺的香火鼎盛。
泉州人從明朝末年起，即大量移民臺灣，明鄭永曆七年（1653年），安海龍山寺的肇善禪師即在臺灣鹿港創建龍山寺，寺中建材多來自晉江，寺中石獅子則由晉江師傅所雕刻，而大殿中的「通身手眼」匾額則是複製安海龍山寺。
中國大陸
福建省泉州市晉江安海鎮安海龍山寺(祖庭)
臺灣
- 淡水龍山寺
- 淡水覺山巖[1]
- 艋舺龍山寺

1. 大溪龍山寺
2. 下塔悠金玉禪寺
3. 汐止金龍山北峰寺[2]
4. 三重觀世竹山寺[3]
5. 大安坡心三股媽(林三勝公廳)[4]
6. 樹林土城四股媽
7. 台南灣裡龍山寺[5]

- 林口竹林山寺（原林口龍山寺，日治時期改名為竹林山寺）

1. 十八坪位輪值巡迴媽
2. 新莊六股媽(爐主制)

- 台中大雅善德寺
- 鹿港龍山寺
- 臺南龍山寺
- 鳳山龍山寺

新加坡
- 新加坡龍山寺[6]

## 爭議事件
- 2024年適逢安海地區甲辰龍年，舉辦龍山寺往南海普陀山進香事宜，不久後由地方信眾發現，所迎請之《佛祖正駕大媽》金身，疑似寺僧所新做複刻。並非以往南海進香之金身，原先正駕大媽，則不知去向。

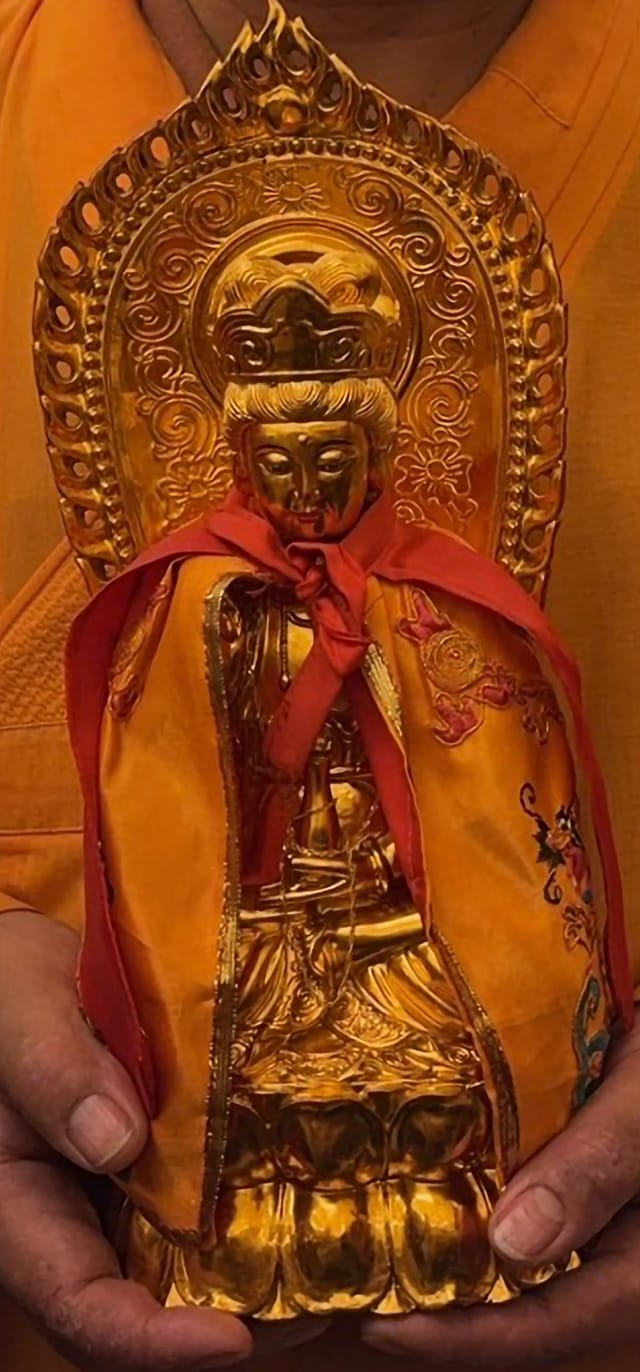
安海龍山寺正駕金身(疑為寺僧複刻)

## 圖集
- 天王殿
- 大殿

## 內容
1. ↑  .   [2019-04-15]. （原始内容存档于2019-04-15）.
2. ↑  鹿港旅遊——鹿港龍山寺 國立中興大學臺灣文學所
3. ↑  清．道光《晉江縣誌．卷六十九．寺觀志．城外寺觀．安海龍山寺》錄 安海進士顏儀鳳《重修龍山寺記》：「靖海將軍侯捐貲庀葺，鼎建山門而棲神，故殿棟木半朽，久且就圮，非補綴可告成事也。適裏人黃君基侖、蔡君文彬、周先、施君世賜、陳君夢弼及余叔思敬、住持僧浮生，各矢願力，仍請文起施君為首，集諸同志，隨分鳩金，殿堂門廡、鐘鼓褸亭，以次具舉。」
4. ↑  .   [2019-01-29]. （原始内容存档于2020-06-26）.
5. ↑  清 安平鳌西（寄籍台灣舉人）人柯琮璜《安海龍山寺古刹考》：福建晉江八都安海龍山寺，東漢時道人一粒沙行經安海北，見大樟樹十數圍，瑞光頂現，雕千手眼觀音祀之，座下樹根石井猶存，人奉之曰：觀音佛祖。隋皇泰間（六一八）十月重興，宋，朱夫子講學于安海石井書院，額曰「普現殿」，里人榜眼石起崇匾曰「龍山古刹」